# Mannetje van Willemstad
Het Mannetje van Willemstad is een bijna 7500 jaar oud eikenhouten beeldje. Het werd op 21 april 1966 bij de aanleg van de Volkeraksluizen bij Willemstad op 8 meter diepte door een grondwerker gevonden tussen de wortels van een eik. Het Mannetje van Willemstad is te bezichtigen in het Rijksmuseum van Oudheden in Leiden.

## Beschrijving
Het beeldje is 12,4 centimeter hoog, 5,1 cm breed en 3,1 cm diep. Het is een menselijk figuurtje, waarbij het gezicht duidelijk herkenbare trekken heeft. Het lichaam is cilindervormig. Onbekend is welk doel het beeldje had. Theorieën zijn dat het mogelijk diende als speelgoed of dat het een ritueel voorwerp van een sjamaan was.
De bepaling van de leeftijd van het hout is gebeurd via radiokoolstofdatering. Daaruit bleek dat het beeldje dateert uit het eind van het mesolithicum. Men denkt dat het opzettelijk tussen de wortels van de eik is geplaatst.

## Conservering
Er zijn in Europa weinig van dit soort houten voorwerpen bewaard gebleven. In dit geval is het hout geconserveerd door de snelle stijging van de grondwaterspiegel. Boven op het beeldje lag een dunne laag veen.